# Roddy Bottum
Roswell Cristopher Bottum III (Los Ángeles, 1 de julio de 1963), también conocido como Roddy Bottum, es un músico estadounidense, más conocido como el teclista de la banda de rock Faith No More, y actualmente el líder de Imperial Teen.

## Biografía
Desde muy temprana edad estuvo interesado en la música. Por eso mismo se dedicó a estudiar piano clásico, hasta que se mudó a San Francisco, a los 18 años.
Su carrera musical comenzó en 1980, y un par de años después, en 1983, decidió unirse a Faith No More (conocido poco antes como Faith No Man) como reemplazo de Wade Worthington en los teclados. Paralelamente, en 1994, Bottum formó la banda “Imperial Teen”, agrupación conocida por el sencillo “Yoo Hoo”, el cual formó parte de la banda sonora de la película Jawbreaker en 1999.
Este músico americano se declaró homosexual en 1993. Por esto mismo, es reconocido y admirado por la juventud gay, interesada en música. Hoy en día, reconoce que en su adolescencia, jamás pensó que llegaría a convertirse en el teclista de una banda que en algún momento sería considerada como heavy metal o hard rock.
Una de sus contribuciones a Faith No More fue Be Aggressive, una canción sobre el sexo oral. Bottum ha dicho en entrevistas que él escribió la canción en gran parte como una broma a costa de Mike Patton, disfrutando de la humillación potencial a la cual un vocalista heterosexual se sometería en un escenario. Be Aggressive se convirtió en la segunda canción más tocada en los conciertos de Faith No More. Bottum también describrió la inserción de animales pequeños en el recto con detalle gráfico para sorprender a los entrevistadores.
Compuso la música para la película de Craig Chester el estreno de dirección, la comedia gay romántica Adán y Steve (2005).
El 6 de septiembre de 2008, se casó con el cineasta Shrader Thomas en una ceremonia de Los Ángeles. Aunque ese mismo año la Prop 8 prohibió el matrimonio entre personas del mismo sexo en California, Roddy y Shrader todavía están legalmente casados porque su boda ocurrió durante la ventana en la cual era legal.